# Myxine mcmillanae
Myxine mcmillanae – gatunek bezszczękowca z rodziny śluzicowatych (Myxinidae). 

## Zasięg występowania
Morze Karaibskie, Portoryko i Wyspy Dziewicze.

## Cechy morfologiczne
Osiąga max. 47 cm długości całkowitej. Posiada 7 par worków skrzelowych. Gruczoły śluzowe: przedskrzelowe 25-36, tułowiowe 60-70, ogonowe 9-12, razem 101-115. Ubarwienie cała szare, głowa biała.

## Biologia i ekologia
Występuje na głębokości 700-1500  m. Na dnie mulistym w którym się zagrzebuje.